# Coach Carter
Coach Carter ist ein US-amerikanisches Filmdrama von Thomas Carter aus dem Jahr 2005. Der Film basiert auf einer wahren Begebenheit und erzählt die Geschichte des Basketballtrainers Ken Carter (gespielt von Samuel L. Jackson). Der Coach machte 1999 Schlagzeilen, weil er seine Spieler bei schlechten schulischen Leistungen nicht mehr Basketball spielen ließ.

## Handlung
Zu Beginn des Films nimmt Ken Carter den Job des Basketballcoaches an seiner alten Highschool in Richmond an. Am Anfang seines Trainings sind die Jungs noch unfreundlich und haben keinen Respekt vor ihrem neuen Trainer. Sie hatten in der vorherigen Saison nur vier Siege, aber 22 Niederlagen. Sie machen dann Bekanntschaft mit den neuen Richtlinien, die sich Carter für sie ausgedacht hat; so müssen sie, um spielen zu dürfen, im Unterricht in der ersten Reihe sitzen und mindestens einen bestimmten – von ihm festgesetzten – Notendurchschnitt erreichen. Des Weiteren müssen sie an Spieltagen eine Krawatte tragen. Unter Carters Führung gewinnen die Jungs aber plötzlich wieder und das Team wird von Carters Sohn Damien verstärkt, der erst auf eine Privatschule ging, sich aber gegen den Wunsch seines Vaters bei der Richmond Highschool einträgt, um unter seinem Vater Basketball spielen zu können. Obwohl die Jungen nun Spiele gewinnen, stellt Carter fest, dass sich ihre schulischen Leistungen keinen Deut verbessert haben und sie des Weiteren die anderen Teams verhöhnen. Nachdem er die Leistungsbewertungen seiner Schüler erhalten hat, regt er sich sehr auf und verriegelt kurzerhand die Sporthalle. Die Lehrer und Eltern sind dagegen und auf einer Versammlung wird beschlossen, dass die Halle wieder geöffnet wird. Daraufhin kündigt Carter. Aber als er noch mal in die Halle geht, sieht er, dass sich all seine Spieler in die Halle gesetzt haben und für die Schule lernen. Das Endspiel findet gegen St. Francis statt, das sie in den letzten Sekunden mit 70:68 verlieren. Entsprechend geknickt gehen sie in die Kabinen. Dort aber erklärt ihnen Carter, dass sie trotzdem eine Menge gewonnen hätten und zwar die Möglichkeit, mit einer guten Schulbildung in das Leben zu starten. Im Abspann wird gezeigt, was aus den einzelnen Mannschaftsmitgliedern geworden ist. Sechs gingen auf eine Hochschule, fünf davon mit einem Sportstipendium.

## Auszeichnungen
- Samuel L. Jackson gewann für seine Rolle einen Image Award.
- Thomas Carter wurde bei den Black Movie Awards 2005 mit einem Preis ausgezeichnet. 2006 erhielt er einen Black Reel als Bester Regisseur.

## Kritiken
Das Lexikon des Internationalen Films schrieb: „Vorgeblich sozialkritisch-pädagogischer Sportfilm, der die Lebensumstände der farbigen Ghetto-Kids nicht adäquat beleuchtet. Stattdessen plädiert er für eine ebenso stupide wie militante Disziplinierung der Jugendlichen.“
Die Deutsche Film- und Medienbewertung (FBW) verlieh das Prädikat wertvoll und schätzte den Film folgendermaßen ein: „Auf Tatsachen beruhendes, emotional bewegendes Sportdrama, routiniert und spannend inszeniert, das sich im Gegensatz zu vielen anderen Filmen des Genres ernsthaft mit den Problemen gesellschaftlicher Randgruppen auseinandersetzt.“